# Final del Torneo Apertura 2023 (Colombia)
La final del Torneo Apertura 2023 de Colombia fue una serie de partidos de fútbol que se disputaron entre el 21 y 24 de junio de 2023 como definición del campeón de la nonagésima sexta (96a.) edición de la Categoría Primera A, máxima categoría del fútbol profesional de Colombia. Esta llave representó la última fase de la competición y la disputaron Atlético Nacional y Millonarios, ganadores de los grupos A y B de los cuadrangulares semifinales del torneo.
En esta fase, la regla del gol de visitante no se tuvo en cuenta como medida de desempate en caso de empate en goles ni hubo tiempos extras una vez finalizados los 180 minutos reglamentarios de la llave, sino que directamente se procedería a definir la llave por tiros desde el punto penal. En el partido de vuelta fue local Millonarios, por ser el equipo con mejor puntaje acumulado del torneo (sumatoria de puntos obtenidos por cada equipo en las fases previas a la final).
Millonarios ganó su decimosexto título de liga al final de esta serie, al empatar 1:1 en el marcador global y ganar en la tanda de tiros desde el punto penal 3:2. Como ganador de esta llave y en consecuencia, del campeonato, Millonarios obtuvo el derecho a disputar la Copa Libertadores 2024 desde la fase de grupos y la Superliga de Colombia 2024. Adicionalmente, se le otorgó un premio de 500 mil dólares (2074 millones COP) por parte de Conmebol y la Federación Colombiana de Fútbol, los cuales se suman a los 3 millones de dólares (12 500 millones COP) que recibe el equipo al obtener su clasificación a la fase de grupos de la Copa Libertadores, más 300 mil dólares por partido ganado en esa instancia.

## Llave
|                     | vs. | Bandera del departamento de Antioquia |
| ------------------- | --- | ------------------------------------- |
| Millonarios 0 1 (3) | vs. | Atlético Nacional 0 1 (2)             |

## Estadios
| Medellín                  | Bogotá                            |
| ------------------------- | --------------------------------- |
| Estadio Atanasio Girardot | Estadio Nemesio Camacho El Campín |
| Capacidad: 44 943         | Capacidad: 36 340                 |
|                           |                                   |

## Antecedentes
Aunque esta fue la primera ocasión en la cual Atlético Nacional y Millonarios se enfrentaron en una final a doble partido para definir al campeón de la máxima categoría del fútbol profesional colombiano, ambos equipos ya habían definido al campeón de liga en tres ocasiones, cuando se otorgaba un único título por temporada y la última instancia del campeonato consistía en triangulares, octogonales y cuadrangular final: en 1973 y 1994 Atlético Nacional fue campeón y el cuadro «embajador» subcampeón, mientras que en 1988 el campeón fue Millonarios y los «verdolagas» fueron subcampeones. Sin embargo, los dos equipos ya se habían enfrentado anteriormente en finales en otras competiciones: Atlético Nacional triunfó en las finales de la Copa Merconorte 2000 y la Copa Colombia 2013, mientras que el cuadro bogotano ganó la Superliga de Colombia 2018.
Millonarios, que antes de esta serie había logrado su último título de liga en el Torneo Finalización 2017, regresó a la instancia final del torneo luego de dos años, siendo su última aparición en una final en el Torneo Apertura 2021, en la cual enfrentó al Deportes Tolima. Por su parte, el onceno antioqueño había jugado por última vez una final de la liga colombiana en el Torneo Apertura 2022, donde derrotó al Deportes Tolima.

## Estadísticas

### Enfrentamientos previos en 2023
Por liga (torneo Apertura) los equipos se enfrentaron en una ocasión en la fase todos contra todos del torneo, un empate sin goles en la octava fecha:
| Apertura | Todos contra todos | Atlético Nacional | 0 : 0 | Millonarios | Atanasio Girardot | 11 de marzo | 18:10 |

### Campaña de los finalistas
A continuación se encuentran tabuladas las estadísticas del Atlético Nacional y de Millonarios en las fases previas a la final (todos contra todos y cuadrangulares semifinales):
| Equipos           | PJ | PG | PE | PP | GF | GC | Dif. | Pts. | Rend.  |
| ----------------- | -- | -- | -- | -- | -- | -- | ---- | ---- | ------ |
| Atlético Nacional | 26 | 12 | 11 | 3  | 33 | 18 | 15   | 47   | 60,3 % |
| Millonarios       | 26 | 14 | 9  | 3  | 39 | 24 | 15   | 51   | 65,4 % |

#### Atlético Nacional
| Fecha                                                                                       | Fase                               | Estadio                              | Local                  | Resultado | Visitante              |
| ------------------------------------------------------------------------------------------- | ---------------------------------- | ------------------------------------ | ---------------------- | --------- | ---------------------- |
| 26 de enero                                                                                 | Todos contra todos                 | Atanasio Girardot, Medellín          | Atlético Nacional      | 1 : 0     | Once Caldas            |
| 29 de enero                                                                                 | Todos contra todos                 | Atanasio Girardot, Medellín          | Atlético Nacional      | 0 : 0     | Águilas Doradas        |
| 4 de febrero                                                                                | Todos contra todos                 | Jaraguay, Montería                   | Jaguares               | 2 : 1     | Atlético Nacional      |
| 12 de febrero                                                                               | Todos contra todos                 | Atanasio Girardot, Medellín          | Atlético Nacional      | 1 : 1     | Deportivo Cali         |
| 19 de febrero                                                                               | Todos contra todos                 | Alfonso López, Bucaramanga           | Atlético Bucaramanga   | 1 : 1     | Atlético Nacional      |
| 27 de febrero                                                                               | Todos contra todos                 | Atanasio Girardot, Medellín          | Atlético Nacional      | 3 : 1     | Atlético Huila         |
| 5 de marzo                                                                                  | Todos contra todos                 | Departamental Libertad, Pasto        | Deportivo Pasto        | 0 : 1     | Atlético Nacional      |
| 11 de marzo                                                                                 | Todos contra todos                 | Atanasio Girardot, Medellín          | Atlético Nacional      | 0 : 0     | Millonarios            |
| 17 de marzo                                                                                 | Todos contra todos                 | Hernán Ramírez Villegas, Pereira     | Deportivo Pereira      | 0 : 2     | Atlético Nacional      |
| 25 de marzo                                                                                 | Todos contra todos                 | Atanasio Girardot, Medellín          | Atlético Nacional      | 1 : 1     | Independiente Medellín |
| 1 de abril                                                                                  | Todos contra todos                 | El Campín, Bogotá                    | La Equidad             | 0 : 0     | Atlético Nacional      |
| 10 de abril                                                                                 | Todos contra todos                 | Atanasio Girardot, Medellín          | Atlético Nacional      | 0 : 1     | Junior                 |
| 23 de abril                                                                                 | Todos contra todos                 | Polideportivo Sur, Envigado          | Envigado F. C.         | 0 : 0     | Atlético Nacional      |
| 26 de abril                                                                                 | Todos contra todos                 | Atanasio Girardot, Medellín          | Atlético Nacional      | 2 : 0     | Unión Magdalena        |
| 29 de abril                                                                                 | Todos contra todos                 | Atanasio Girardot, Medellín          | Independiente Medellín | 1 : 3     | Atlético Nacional      |
| 4 de mayo                                                                                   | Todos contra todos                 | Atanasio Girardot, Medellín          | Atlético Nacional      | 2 : 1     | América de Cali        |
| 7 de mayo                                                                                   | Todos contra todos                 | Atanasio Girardot, Medellín          | Atlético Nacional      | 3 : 1     | Boyacá Chicó           |
| 11 de mayo                                                                                  | Todos contra todos                 | El Campín, Bogotá                    | Santa Fe               | 0 : 2     | Atlético Nacional      |
| 14 de mayo                                                                                  | Todos contra todos                 | Daniel Villa Zapata, Barrancabermeja | Alianza Petrolera      | 2 : 1     | Atlético Nacional      |
| 17 de mayo                                                                                  | Todos contra todos                 | Manuel Murillo Toro, Ibagué          | Deportes Tolima        | 2 : 2     | Atlético Nacional      |
| Atlético Nacional avanzó de fase como tercero (3.°) en el todos contra todos con 35 puntos. |                                    |                                      |                        |           |                        |
| 20 de mayo                                                                                  | Cuadrangulares semifinales Grupo A | Departamental Libertad, Pasto        | Deportivo Pasto        | 1 : 1     | Atlético Nacional      |
| 28 de mayo                                                                                  | Cuadrangulares semifinales Grupo A | Atanasio Girardot, Medellín          | Atlético Nacional      | 1 : 1     | Alianza Petrolera      |
| 1 de junio                                                                                  | Cuadrangulares semifinales Grupo A | Atanasio Girardot, Medellín          | Atlético Nacional      | 1 : 0     | Águilas Doradas        |
| 4 de junio                                                                                  | Cuadrangulares semifinales Grupo A | Alberto Grisales, Rionegro           | Águilas Doradas        | 0 : 1     | Atlético Nacional      |
| 12 de junio                                                                                 | Cuadrangulares semifinales Grupo A | Daniel Villa Zapata, Barrancabermeja | Alianza Petrolera      | 0 : 0     | Atlético Nacional      |
| 17 de junio                                                                                 | Cuadrangulares semifinales Grupo A | Atanasio Girardot, Medellín          | Atlético Nacional      | 3 : 2     | Deportivo Pasto        |
| Atlético Nacional avanzó de fase como ganador del grupo A con 12 puntos.                    |                                    |                                      |                        |           |                        |

|  |                                |
|  | Triunfo del Atlético Nacional. |
|  | Empate.                        |
|  | Derrota del Atlético Nacional. |

#### Millonarios
| Fecha                                                                                 | Fase                               | Estadio                                      | Local                  | Resultado | Visitante              |
| ------------------------------------------------------------------------------------- | ---------------------------------- | -------------------------------------------- | ---------------------- | --------- | ---------------------- |
| 29 de enero                                                                           | Todos contra todos                 | Hernán Ramírez Villegas, Pereira             | Deportivo Pereira      | 2 : 3     | Millonarios            |
| 18 de febrero                                                                         | Todos contra todos                 | El Campín, Bogotá                            | Millonarios            | 2 : 1     | Jaguares               |
| 26 de febrero                                                                         | Todos contra todos                 | Palogrande, Manizales                        | Once Caldas            | 1 : 0     | Millonarios            |
| 5 de marzo                                                                            | Todos contra todos                 | El Campín, Bogotá                            | Millonarios            | 2 : 0     | Deportivo Cali         |
| 11 de marzo                                                                           | Todos contra todos                 | Atanasio Girardot, Medellín                  | Atlético Nacional      | 0 : 0     | Millonarios            |
| 19 de marzo                                                                           | Todos contra todos                 | El Campín, Bogotá                            | Millonarios            | 2 : 2     | Águilas Doradas        |
| 22 de marzo                                                                           | Todos contra todos                 | El Campín, Bogotá                            | Millonarios            | 2 : 0     | Deportivo Pasto        |
| 26 de marzo                                                                           | Todos contra todos                 | El Campín, Bogotá                            | Santa Fe               | 1 : 2     | Millonarios            |
| 29 de marzo                                                                           | Todos contra todos                 | Manuel Murillo Toro, Ibagué                  | Deportes Tolima        | 1 : 1     | Millonarios            |
| 1 de abril                                                                            | Todos contra todos                 | Alfonso López, Bucaramanga                   | Atlético Bucaramanga   | 0 : 2     | Millonarios            |
| 8 de abril                                                                            | Todos contra todos                 | El Campín, Bogotá                            | Millonarios            | 2 : 1     | Independiente Medellín |
| 11 de abril                                                                           | Todos contra todos                 | Guillermo Plazas Alcid, Neiva                | Atlético Huila         | 1 : 1     | Millonarios            |
| 23 de abril                                                                           | Todos contra todos                 | Sierra Nevada, Santa Marta                   | Unión Magdalena        | 1 : 1     | Millonarios            |
| 27 de abril                                                                           | Todos contra todos                 | El Campín, Bogotá                            | Millonarios            | 4 : 3     | América de Cali        |
| 30 de abril                                                                           | Todos contra todos                 | Metropolitano Roberto Meléndez, Barranquilla | Junior                 | 1 : 0     | Millonarios            |
| 4 de mayo                                                                             | Todos contra todos                 | El Campín, Bogotá                            | Millonarios            | 1 : 1     | Envigado F. C.         |
| 7 de mayo                                                                             | Todos contra todos                 | El Campín, Bogotá                            | Millonarios            | 1 : 0     | Santa Fe               |
| 10 de mayo                                                                            | Todos contra todos                 | El Campín, Bogotá                            | Millonarios            | 3 : 1     | Alianza Petrolera      |
| 13 de mayo                                                                            | Todos contra todos                 | La Independencia, Tunja                      | Boyacá Chicó           | 1 : 1     | Millonarios            |
| 17 de mayo                                                                            | Todos contra todos                 | El Campín, Bogotá                            | Millonarios            | 0 : 0     | La Equidad             |
| Millonarios avanzó de fase como segundo (2.°) en el todos contra todos con 38 puntos. |                                    |                                              |                        |           |                        |
| 20 de mayo                                                                            | Cuadrangulares semifinales Grupo B | Atanasio Girardot, Medellín                  | Independiente Medellín | 2 : 2     | Millonarios            |
| 27 de mayo                                                                            | Cuadrangulares semifinales Grupo B | El Campín, Bogotá                            | Millonarios            | 1 : 0     | Boyacá Chicó           |
| 31 de mayo                                                                            | Cuadrangulares semifinales Grupo B | Olímpico Pascual Guerrero, Cali              | América de Cali        | 0 : 1     | Millonarios            |
| 3 de junio                                                                            | Cuadrangulares semifinales Grupo B | El Campín, Bogotá                            | Millonarios            | 2 : 1     | América de Cali        |
| 11 de junio                                                                           | Cuadrangulares semifinales Grupo B | La Independencia, Tunja                      | Boyacá Chicó           | 2 : 1     | Millonarios            |
| 17 de junio                                                                           | Cuadrangulares semifinales Grupo B | El Campín, Bogotá                            | Millonarios            | 2 : 1     | Independiente Medellín |
| Millonarios avanzó de fase como ganador del grupo B con 13 puntos.                    |                                    |                                              |                        |           |                        |

|  |                         |
|  | Triunfo de Millonarios. |
|  | Empate.                 |
|  | Derrota de Millonarios. |

## Desarrollo

### Partido de ida
| 1     | POR   | Harlen Castillo     |     |
| 32    | DEF   | Edier Ocampo        | 46' |
| 2     | DEF   | Cristián Zapata     |     |
| 3     | DEF   | Juan Felipe Aguirre |     |
| 20    | DEF   | Danovis Banguero    |     |
| 27    | MED   | Sebastián Gómez     |     |
| 15    | MED   | Nelson Palacio      |     |
| 26    | MED   | Nelson Deossa       | 84' |
| 19    | MED   | Yerson Candelo      |     |
| 10    | MED   | Jarlan Barrera      | 84' |
| 88    | DEL   | Dorlan Pabón        |     |
| D. T. | D. T. | Paulo Autuori       |     |

| 1     | POR   | Juan Moreno             |       |
| 13    | DEF   | Elvis Perlaza           |       |
| 17    | DEF   | Jorge Arias             |       |
| 26    | DEF   | Andrés Llinás           |       |
| 3     | DEF   | Ómar Bertel             |       |
| 8     | MED   | Daniel Giraldo          |       |
| 28    | MED   | Stiven Vega             | 77'   |
| 10    | MED   | Daniel Cataño           | 71'   |
| 14    | MED   | David Mackalister Silva | 90+3' |
| 16    | DEL   | Jáder Valencia          |       |
| 23    | DEL   | Leonardo Castro         | 77'   |
| D. T. | D. T. | Alberto Gamero          |       |

| 9  | DEL | Jefferson Duque | 46' |
| 30 | MED | Jhon Solís      | 84' |
| 21 | DEL | Tomás Ángel     | 84' |

| 5  | MED | Larry Vásquez       | 71'   |
| 20 | DEL | Fernando Uribe      | 77'   |
| 21 | MED | Juan Carlos Pereira | 77'   |
| 11 | DEL | Beckham Castro      | 90+3' |

| 53' · 81' · 90+4' · 90+5' | Juan Felipe Aguirre Nelson Deossa Danovis Banguero Sebastián Gómez |

| 48' · 84' · 90+6' | Elvis Perlaza Juan Carlos Pereira Beckham Castro |

| Principal  | Carlos Ortega |
| Asistentes | John Gallego  |
|            | David Fuentes |
| Cuarto     | Luis Delgado  |

| VAR            | Keiner Jiménez      |
| Asistentes VAR | John Alexander León |

|  |                    |        |        |
|  | Tiros              | 14     | 9      |
|  | Tiros a puerta     | 3      | 2      |
|  | Faltas             | 11     | 8      |
|  | Saques de esquina  | 1      | 8      |
|  | Fueras de juego    | 1      | 2      |
|  | Posesión del balón | 49,2 % | 50,8 % |

| 1     | POR   | Harlen Castillo     |     |
| 32    | DEF   | Edier Ocampo        | 46' |
| 2     | DEF   | Cristián Zapata     |     |
| 3     | DEF   | Juan Felipe Aguirre |     |
| 20    | DEF   | Danovis Banguero    |     |
| 27    | MED   | Sebastián Gómez     |     |
| 15    | MED   | Nelson Palacio      |     |
| 26    | MED   | Nelson Deossa       | 84' |
| 19    | MED   | Yerson Candelo      |     |
| 10    | MED   | Jarlan Barrera      | 84' |
| 88    | DEL   | Dorlan Pabón        |     |
| D. T. | D. T. | Paulo Autuori       |     |

| 1     | POR   | Juan Moreno             |       |
| 13    | DEF   | Elvis Perlaza           |       |
| 17    | DEF   | Jorge Arias             |       |
| 26    | DEF   | Andrés Llinás           |       |
| 3     | DEF   | Ómar Bertel             |       |
| 8     | MED   | Daniel Giraldo          |       |
| 28    | MED   | Stiven Vega             | 77'   |
| 10    | MED   | Daniel Cataño           | 71'   |
| 14    | MED   | David Mackalister Silva | 90+3' |
| 16    | DEL   | Jáder Valencia          |       |
| 23    | DEL   | Leonardo Castro         | 77'   |
| D. T. | D. T. | Alberto Gamero          |       |

| 9  | DEL | Jefferson Duque | 46' |
| 30 | MED | Jhon Solís      | 84' |
| 21 | DEL | Tomás Ángel     | 84' |

| 5  | MED | Larry Vásquez       | 71'   |
| 20 | DEL | Fernando Uribe      | 77'   |
| 21 | MED | Juan Carlos Pereira | 77'   |
| 11 | DEL | Beckham Castro      | 90+3' |

| 53' · 81' · 90+4' · 90+5' | Juan Felipe Aguirre Nelson Deossa Danovis Banguero Sebastián Gómez |

| 48' · 84' · 90+6' | Elvis Perlaza Juan Carlos Pereira Beckham Castro |

| Principal  | Carlos Ortega |
| Asistentes | John Gallego  |
|            | David Fuentes |
| Cuarto     | Luis Delgado  |

| VAR            | Keiner Jiménez      |
| Asistentes VAR | John Alexander León |

|  |                    |        |        |
|  | Tiros              | 14     | 9      |
|  | Tiros a puerta     | 3      | 2      |
|  | Faltas             | 11     | 8      |
|  | Saques de esquina  | 1      | 8      |
|  | Fueras de juego    | 1      | 2      |
|  | Posesión del balón | 49,2 % | 50,8 % |

| 1     | POR   | Harlen Castillo     |     |
| 32    | DEF   | Edier Ocampo        | 46' |
| 2     | DEF   | Cristián Zapata     |     |
| 3     | DEF   | Juan Felipe Aguirre |     |
| 20    | DEF   | Danovis Banguero    |     |
| 27    | MED   | Sebastián Gómez     |     |
| 15    | MED   | Nelson Palacio      |     |
| 26    | MED   | Nelson Deossa       | 84' |
| 19    | MED   | Yerson Candelo      |     |
| 10    | MED   | Jarlan Barrera      | 84' |
| 88    | DEL   | Dorlan Pabón        |     |
| D. T. | D. T. | Paulo Autuori       |     |

| 1     | POR   | Juan Moreno             |       |
| 13    | DEF   | Elvis Perlaza           |       |
| 17    | DEF   | Jorge Arias             |       |
| 26    | DEF   | Andrés Llinás           |       |
| 3     | DEF   | Ómar Bertel             |       |
| 8     | MED   | Daniel Giraldo          |       |
| 28    | MED   | Stiven Vega             | 77'   |
| 10    | MED   | Daniel Cataño           | 71'   |
| 14    | MED   | David Mackalister Silva | 90+3' |
| 16    | DEL   | Jáder Valencia          |       |
| 23    | DEL   | Leonardo Castro         | 77'   |
| D. T. | D. T. | Alberto Gamero          |       |

| 9  | DEL | Jefferson Duque | 46' |
| 30 | MED | Jhon Solís      | 84' |
| 21 | DEL | Tomás Ángel     | 84' |

| 5  | MED | Larry Vásquez       | 71'   |
| 20 | DEL | Fernando Uribe      | 77'   |
| 21 | MED | Juan Carlos Pereira | 77'   |
| 11 | DEL | Beckham Castro      | 90+3' |

| 53' · 81' · 90+4' · 90+5' | Juan Felipe Aguirre Nelson Deossa Danovis Banguero Sebastián Gómez |

| 48' · 84' · 90+6' | Elvis Perlaza Juan Carlos Pereira Beckham Castro |

| Principal  | Carlos Ortega |
| Asistentes | John Gallego  |
|            | David Fuentes |
| Cuarto     | Luis Delgado  |

| VAR            | Keiner Jiménez      |
| Asistentes VAR | John Alexander León |

|  |                    |        |        |
|  | Tiros              | 14     | 9      |
|  | Tiros a puerta     | 3      | 2      |
|  | Faltas             | 11     | 8      |
|  | Saques de esquina  | 1      | 8      |
|  | Fueras de juego    | 1      | 2      |
|  | Posesión del balón | 49,2 % | 50,8 % |

| 1     | POR   | Harlen Castillo     |     |
| 32    | DEF   | Edier Ocampo        | 46' |
| 2     | DEF   | Cristián Zapata     |     |
| 3     | DEF   | Juan Felipe Aguirre |     |
| 20    | DEF   | Danovis Banguero    |     |
| 27    | MED   | Sebastián Gómez     |     |
| 15    | MED   | Nelson Palacio      |     |
| 26    | MED   | Nelson Deossa       | 84' |
| 19    | MED   | Yerson Candelo      |     |
| 10    | MED   | Jarlan Barrera      | 84' |
| 88    | DEL   | Dorlan Pabón        |     |
| D. T. | D. T. | Paulo Autuori       |     |

| 1     | POR   | Juan Moreno             |       |
| 13    | DEF   | Elvis Perlaza           |       |
| 17    | DEF   | Jorge Arias             |       |
| 26    | DEF   | Andrés Llinás           |       |
| 3     | DEF   | Ómar Bertel             |       |
| 8     | MED   | Daniel Giraldo          |       |
| 28    | MED   | Stiven Vega             | 77'   |
| 10    | MED   | Daniel Cataño           | 71'   |
| 14    | MED   | David Mackalister Silva | 90+3' |
| 16    | DEL   | Jáder Valencia          |       |
| 23    | DEL   | Leonardo Castro         | 77'   |
| D. T. | D. T. | Alberto Gamero          |       |

| 9  | DEL | Jefferson Duque | 46' |
| 30 | MED | Jhon Solís      | 84' |
| 21 | DEL | Tomás Ángel     | 84' |

| 5  | MED | Larry Vásquez       | 71'   |
| 20 | DEL | Fernando Uribe      | 77'   |
| 21 | MED | Juan Carlos Pereira | 77'   |
| 11 | DEL | Beckham Castro      | 90+3' |

| 53' · 81' · 90+4' · 90+5' | Juan Felipe Aguirre Nelson Deossa Danovis Banguero Sebastián Gómez |

| 48' · 84' · 90+6' | Elvis Perlaza Juan Carlos Pereira Beckham Castro |

| Principal  | Carlos Ortega |
| Asistentes | John Gallego  |
|            | David Fuentes |
| Cuarto     | Luis Delgado  |

| VAR            | Keiner Jiménez      |
| Asistentes VAR | John Alexander León |

|  |                    |        |        |
|  | Tiros              | 14     | 9      |
|  | Tiros a puerta     | 3      | 2      |
|  | Faltas             | 11     | 8      |
|  | Saques de esquina  | 1      | 8      |
|  | Fueras de juego    | 1      | 2      |
|  | Posesión del balón | 49,2 % | 50,8 % |

### Partido de vuelta
| 31    | POR   | Álvaro Montero          |       |
| 13    | DEF   | Elvis Perlaza           |       |
| 17    | DEF   | Jorge Arias             |       |
| 26    | DEF   | Andrés Llinás           |       |
| 3     | DEF   | Ómar Bertel             | 90+5' |
| 8     | MED   | Daniel Giraldo          | 65'   |
| 28    | MED   | Stiven Vega             | 90+5' |
| 10    | MED   | Daniel Cataño           |       |
| 14    | MED   | David Mackalister Silva |       |
| 34    | MED   | Óscar Cortés            | 46'   |
| 23    | DEL   | Leonardo Castro         | 64'   |
| D. T. | D. T. | Alberto Gamero          |       |

| 23    | POR   | Kevin Mier          |     |
| 19    | DEF   | Yerson Candelo      |     |
| 2     | DEF   | Cristián Zapata     |     |
| 3     | DEF   | Juan Felipe Aguirre |     |
| 20    | DEF   | Danovis Banguero    |     |
| 27    | MED   | Sebastián Gómez     |     |
| 15    | MED   | Nelson Palacio      |     |
| 26    | MED   | Nelson Deossa       | 89' |
| 88    | MED   | Dorlan Pabón        |     |
| 21    | DEL   | Tomás Ángel         | 62' |
| 9     | DEL   | Jefferson Duque     |     |
| D. T. | D. T. | Paulo Autuori       |     |

| 16 | DEL | Jáder Valencia      | 46'   |
| 20 | DEL | Fernando Uribe      | 64'   |
| 27 | DEL | Luis Carlos Ruiz    | 65'   |
| 5  | MED | Larry Vásquez       | 90+5' |
| 21 | MED | Juan Carlos Pereira | 90+5' |

| 42 | DEF | Cristian Castro Devenish | 62' 90+8' |
| 30 | MED | Jhon Solís               | 89' 90+7' |
| 5  | MED | Jhon Duque               | 90+7'     |
| 10 | MED | Jarlan Barrera           | 90+8'     |

| 70' | Andrés Llinás | 1:1 |

| 31' | Jefferson Duque | 0:1 |

| Fallo de penal · Acierto de penal · Acierto de penal · Fallo de penal · Acierto de penal | Jáder Valencia Jorge Arias Juan Carlos Pereira Luis Carlos Ruiz Larry Vásquez | 0-0 1-1 2-2 3-2 |

| Fallo de penal · Acierto de penal · Acierto de penal · Fallo de penal · Fallo de penal | Dorlan Pabón Danovis Banguero Jefferson Duque Cristián Zapata Jarlan Barrera | 0-0 0-1 1-2 2-2 |

| 68' · 90+2' | Jorge Arias Luis Carlos Ruiz |

| 45+1' · 79' · 88' · 90+3' | Tomás Ángel Nelson Palacio Nelson Deossa Danovis Banguero |

| Principal  | Carlos Betancur |
| Asistentes | Dionisio Ruiz   |
|            | Mary Blanco     |
| Cuarto     | José Ortiz      |

| VAR            | John Perdomo        |
| Asistentes VAR | María Victoria Daza |

|  |                    |        |        |
|  | Tiros              | 21     | 4      |
|  | Tiros a puerta     | 8      | 1      |
|  | Faltas             | 5      | 8      |
|  | Saques de esquina  | 11     | 2      |
|  | Fueras de juego    | 3      | 0      |
|  | Posesión del balón | 70,2 % | 29,8 % |

| 31    | POR   | Álvaro Montero          |       |
| 13    | DEF   | Elvis Perlaza           |       |
| 17    | DEF   | Jorge Arias             |       |
| 26    | DEF   | Andrés Llinás           |       |
| 3     | DEF   | Ómar Bertel             | 90+5' |
| 8     | MED   | Daniel Giraldo          | 65'   |
| 28    | MED   | Stiven Vega             | 90+5' |
| 10    | MED   | Daniel Cataño           |       |
| 14    | MED   | David Mackalister Silva |       |
| 34    | MED   | Óscar Cortés            | 46'   |
| 23    | DEL   | Leonardo Castro         | 64'   |
| D. T. | D. T. | Alberto Gamero          |       |

| 23    | POR   | Kevin Mier          |     |
| 19    | DEF   | Yerson Candelo      |     |
| 2     | DEF   | Cristián Zapata     |     |
| 3     | DEF   | Juan Felipe Aguirre |     |
| 20    | DEF   | Danovis Banguero    |     |
| 27    | MED   | Sebastián Gómez     |     |
| 15    | MED   | Nelson Palacio      |     |
| 26    | MED   | Nelson Deossa       | 89' |
| 88    | MED   | Dorlan Pabón        |     |
| 21    | DEL   | Tomás Ángel         | 62' |
| 9     | DEL   | Jefferson Duque     |     |
| D. T. | D. T. | Paulo Autuori       |     |

| 16 | DEL | Jáder Valencia      | 46'   |
| 20 | DEL | Fernando Uribe      | 64'   |
| 27 | DEL | Luis Carlos Ruiz    | 65'   |
| 5  | MED | Larry Vásquez       | 90+5' |
| 21 | MED | Juan Carlos Pereira | 90+5' |

| 42 | DEF | Cristian Castro Devenish | 62' 90+8' |
| 30 | MED | Jhon Solís               | 89' 90+7' |
| 5  | MED | Jhon Duque               | 90+7'     |
| 10 | MED | Jarlan Barrera           | 90+8'     |

| 70' | Andrés Llinás | 1:1 |

| 31' | Jefferson Duque | 0:1 |

| Fallo de penal · Acierto de penal · Acierto de penal · Fallo de penal · Acierto de penal | Jáder Valencia Jorge Arias Juan Carlos Pereira Luis Carlos Ruiz Larry Vásquez | 0-0 1-1 2-2 3-2 |

| Fallo de penal · Acierto de penal · Acierto de penal · Fallo de penal · Fallo de penal | Dorlan Pabón Danovis Banguero Jefferson Duque Cristián Zapata Jarlan Barrera | 0-0 0-1 1-2 2-2 |

| 68' · 90+2' | Jorge Arias Luis Carlos Ruiz |

| 45+1' · 79' · 88' · 90+3' | Tomás Ángel Nelson Palacio Nelson Deossa Danovis Banguero |

| Principal  | Carlos Betancur |
| Asistentes | Dionisio Ruiz   |
|            | Mary Blanco     |
| Cuarto     | José Ortiz      |

| VAR            | John Perdomo        |
| Asistentes VAR | María Victoria Daza |

|  |                    |        |        |
|  | Tiros              | 21     | 4      |
|  | Tiros a puerta     | 8      | 1      |
|  | Faltas             | 5      | 8      |
|  | Saques de esquina  | 11     | 2      |
|  | Fueras de juego    | 3      | 0      |
|  | Posesión del balón | 70,2 % | 29,8 % |

| 31    | POR   | Álvaro Montero          |       |
| 13    | DEF   | Elvis Perlaza           |       |
| 17    | DEF   | Jorge Arias             |       |
| 26    | DEF   | Andrés Llinás           |       |
| 3     | DEF   | Ómar Bertel             | 90+5' |
| 8     | MED   | Daniel Giraldo          | 65'   |
| 28    | MED   | Stiven Vega             | 90+5' |
| 10    | MED   | Daniel Cataño           |       |
| 14    | MED   | David Mackalister Silva |       |
| 34    | MED   | Óscar Cortés            | 46'   |
| 23    | DEL   | Leonardo Castro         | 64'   |
| D. T. | D. T. | Alberto Gamero          |       |

| 23    | POR   | Kevin Mier          |     |
| 19    | DEF   | Yerson Candelo      |     |
| 2     | DEF   | Cristián Zapata     |     |
| 3     | DEF   | Juan Felipe Aguirre |     |
| 20    | DEF   | Danovis Banguero    |     |
| 27    | MED   | Sebastián Gómez     |     |
| 15    | MED   | Nelson Palacio      |     |
| 26    | MED   | Nelson Deossa       | 89' |
| 88    | MED   | Dorlan Pabón        |     |
| 21    | DEL   | Tomás Ángel         | 62' |
| 9     | DEL   | Jefferson Duque     |     |
| D. T. | D. T. | Paulo Autuori       |     |

| 16 | DEL | Jáder Valencia      | 46'   |
| 20 | DEL | Fernando Uribe      | 64'   |
| 27 | DEL | Luis Carlos Ruiz    | 65'   |
| 5  | MED | Larry Vásquez       | 90+5' |
| 21 | MED | Juan Carlos Pereira | 90+5' |

| 42 | DEF | Cristian Castro Devenish | 62' 90+8' |
| 30 | MED | Jhon Solís               | 89' 90+7' |
| 5  | MED | Jhon Duque               | 90+7'     |
| 10 | MED | Jarlan Barrera           | 90+8'     |

| 70' | Andrés Llinás | 1:1 |

| 31' | Jefferson Duque | 0:1 |

| Fallo de penal · Acierto de penal · Acierto de penal · Fallo de penal · Acierto de penal | Jáder Valencia Jorge Arias Juan Carlos Pereira Luis Carlos Ruiz Larry Vásquez | 0-0 1-1 2-2 3-2 |

| Fallo de penal · Acierto de penal · Acierto de penal · Fallo de penal · Fallo de penal | Dorlan Pabón Danovis Banguero Jefferson Duque Cristián Zapata Jarlan Barrera | 0-0 0-1 1-2 2-2 |

| 68' · 90+2' | Jorge Arias Luis Carlos Ruiz |

| 45+1' · 79' · 88' · 90+3' | Tomás Ángel Nelson Palacio Nelson Deossa Danovis Banguero |

| Principal  | Carlos Betancur |
| Asistentes | Dionisio Ruiz   |
|            | Mary Blanco     |
| Cuarto     | José Ortiz      |

| VAR            | John Perdomo        |
| Asistentes VAR | María Victoria Daza |

|  |                    |        |        |
|  | Tiros              | 21     | 4      |
|  | Tiros a puerta     | 8      | 1      |
|  | Faltas             | 5      | 8      |
|  | Saques de esquina  | 11     | 2      |
|  | Fueras de juego    | 3      | 0      |
|  | Posesión del balón | 70,2 % | 29,8 % |

| 31    | POR   | Álvaro Montero          |       |
| 13    | DEF   | Elvis Perlaza           |       |
| 17    | DEF   | Jorge Arias             |       |
| 26    | DEF   | Andrés Llinás           |       |
| 3     | DEF   | Ómar Bertel             | 90+5' |
| 8     | MED   | Daniel Giraldo          | 65'   |
| 28    | MED   | Stiven Vega             | 90+5' |
| 10    | MED   | Daniel Cataño           |       |
| 14    | MED   | David Mackalister Silva |       |
| 34    | MED   | Óscar Cortés            | 46'   |
| 23    | DEL   | Leonardo Castro         | 64'   |
| D. T. | D. T. | Alberto Gamero          |       |

| 23    | POR   | Kevin Mier          |     |
| 19    | DEF   | Yerson Candelo      |     |
| 2     | DEF   | Cristián Zapata     |     |
| 3     | DEF   | Juan Felipe Aguirre |     |
| 20    | DEF   | Danovis Banguero    |     |
| 27    | MED   | Sebastián Gómez     |     |
| 15    | MED   | Nelson Palacio      |     |
| 26    | MED   | Nelson Deossa       | 89' |
| 88    | MED   | Dorlan Pabón        |     |
| 21    | DEL   | Tomás Ángel         | 62' |
| 9     | DEL   | Jefferson Duque     |     |
| D. T. | D. T. | Paulo Autuori       |     |

| 16 | DEL | Jáder Valencia      | 46'   |
| 20 | DEL | Fernando Uribe      | 64'   |
| 27 | DEL | Luis Carlos Ruiz    | 65'   |
| 5  | MED | Larry Vásquez       | 90+5' |
| 21 | MED | Juan Carlos Pereira | 90+5' |

| 42 | DEF | Cristian Castro Devenish | 62' 90+8' |
| 30 | MED | Jhon Solís               | 89' 90+7' |
| 5  | MED | Jhon Duque               | 90+7'     |
| 10 | MED | Jarlan Barrera           | 90+8'     |

| 70' | Andrés Llinás | 1:1 |

| 31' | Jefferson Duque | 0:1 |

| Fallo de penal · Acierto de penal · Acierto de penal · Fallo de penal · Acierto de penal | Jáder Valencia Jorge Arias Juan Carlos Pereira Luis Carlos Ruiz Larry Vásquez | 0-0 1-1 2-2 3-2 |

| Fallo de penal · Acierto de penal · Acierto de penal · Fallo de penal · Fallo de penal | Dorlan Pabón Danovis Banguero Jefferson Duque Cristián Zapata Jarlan Barrera | 0-0 0-1 1-2 2-2 |

| 68' · 90+2' | Jorge Arias Luis Carlos Ruiz |

| 45+1' · 79' · 88' · 90+3' | Tomás Ángel Nelson Palacio Nelson Deossa Danovis Banguero |

| Principal  | Carlos Betancur |
| Asistentes | Dionisio Ruiz   |
|            | Mary Blanco     |
| Cuarto     | José Ortiz      |

| VAR            | John Perdomo        |
| Asistentes VAR | María Victoria Daza |

|  |                    |        |        |
|  | Tiros              | 21     | 4      |
|  | Tiros a puerta     | 8      | 1      |
|  | Faltas             | 5      | 8      |
|  | Saques de esquina  | 11     | 2      |
|  | Fueras de juego    | 3      | 0      |
|  | Posesión del balón | 70,2 % | 29,8 % |

## Campeón
|                                 |
| Bandera de Colombia             |
| Campeón Millonarios 16.º título |